# Jōmyō-ji
Tōkasan Jōmyō Zenji (稲荷山浄妙寺?) è un tempio buddista Zen della setta Rinzai, scuola Kenchō-ji, a Kamakura, nella prefettura di Kanagawa, in Giappone. 
Jōmyō-ji è il quinto di cinque templi noti come Kamakura Gozan ("Le cinque montagne di Kamakura"), e l'unico dei cinque non fondato da un membro del clan Hōjō. Jōmyō-ji ha invece, come nelle vicinanze il Zuisen-ji, profondi legami con il clan Ashikaga, ed è stato uno dei templi funerari della famiglia (bodaiji). Per questo motivo il kamon della famiglia, o stemma, è onnipresente nei suoi locali. I primi tre personaggi del suo nome completo significano "monte Inari", presumibilmente dalla collina omonima in cui si trova, a sua volta intitolato a un antico mito Inari (vedi sotto). Jōmyō-ji ha dato il nome all'area circostante, i cui personaggi sono stati comunque deliberatamente cambiati da 浄妙寺? a 浄明寺?.

## Storia
Jōmyō-ji fu fondato nel 1188 dal prete Taikō Gyōyū 退耕行勇 (1163–1241) come un tempio Mikkyō con il nome Gokuraku-ji. Dopo un primo monastero Zen giapponese vicino al Kenchō-ji, venne fondato nel 1253, il tempio principale Geppō Ryōnen che cambiò la sua denominazione da Rinzai al suo nome attuale. La data in cui ciò avvenne non è nota esattamente, ma si pensa tra il 1257 e il 1288. Ashikaga Sadauji, padre del futuro shōgun Ashikaga Takauji, è stato il promotore del Jōmyō-ji e, con il suo aiuto, è cresciuto rapidamente in dimensioni e importanza. (Il nome del tempio deriva in realtà da Jōmyōjiden, il nome postumo di Sadauji.) Sappiamo ad esempio che nel 1323 una cinquantina di preti Jōmyō-ji parteciparono a una cerimonia in memoria di Hōjō Sadatoki e che al momento il tempio era al decimo posto per importanza a Kamakura. Secondo il Taiheiki, alla fine della sua vita Ashikaga Tadayoshi fu imprigionato e poi avvelenato nel tempio.

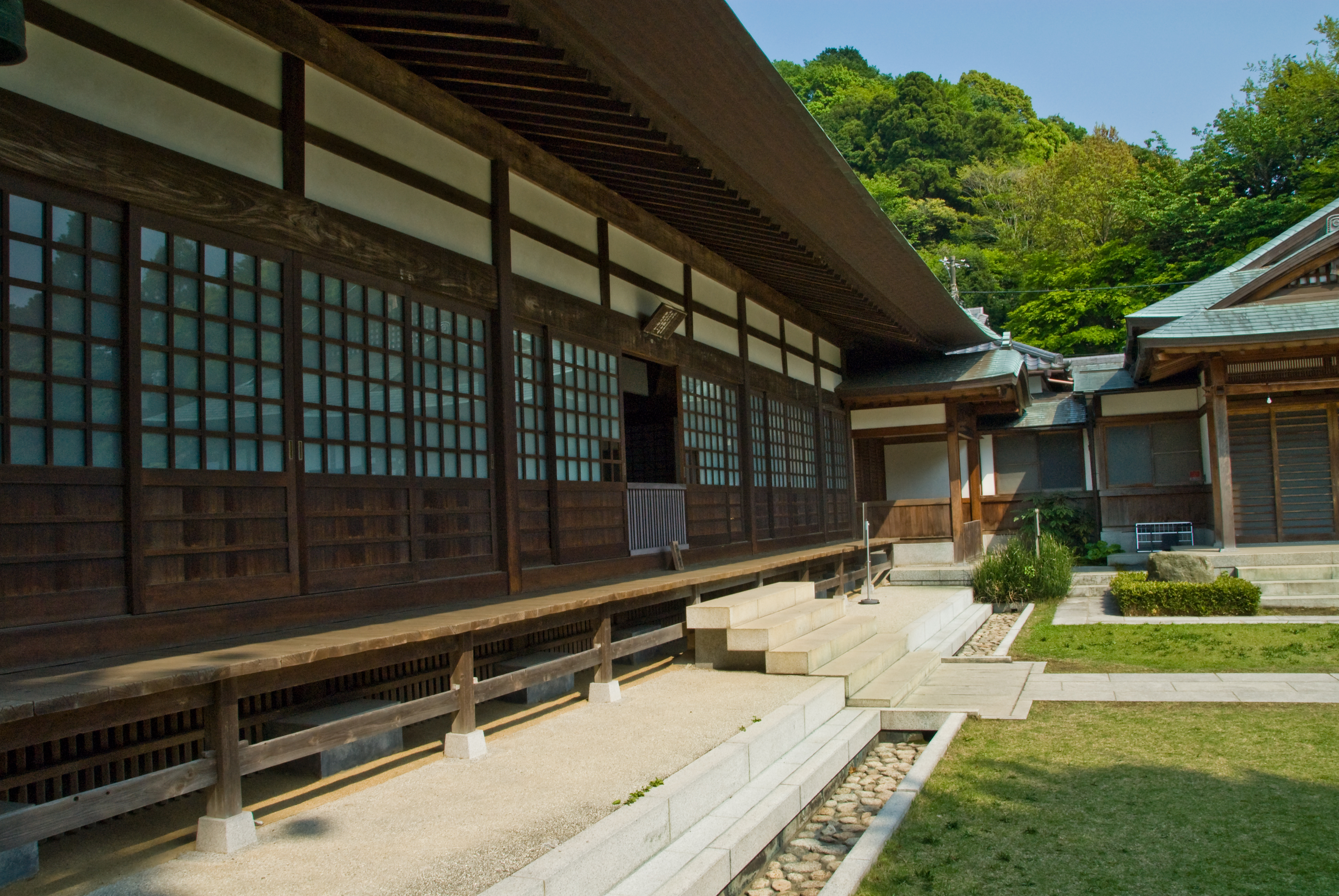
La sala principale (Hondō)

Nella seconda metà del XIV secolo lo shōgun Ashikaga Yoshimitsu a Kyoto stabilì formalmente la rete di templi Zen chiamati Sistema delle dunque montagne (Gozan Seido in giapponese) per aiutare lo shogunato a governare il paese. Jōmyō-ji era il quinto del Kamakura Gozan, i cinque templi che presiedevano al settore Kantō del sistema, e riceveva strutture degne del suo status, tra cui oltre 20 sottotempli (塔頭?, tacchū). Tuttavia, nel 1438 il Kamakura Kubō Ashikaga Mochiuji si ribellò allo shogunato di Kyoto, sconfitto e costretto a uccidersi per evitare d’essere catturato. Dopo la sua morte, il declino di Kamakura, che era iniziato quando lo shōgun Ashikaga Takauji aveva deciso di trasferire la sua capitale a Kyoto, e il Kamakura Gozan seguì la città fino all'oscurità e all'abbandono. Quando il poeta Gyōe nell'estate del 1487 visitò il tempio, lo trovò invaso da erba e muschio. Durante il turbolento periodo Sengoku, il Jōmyō-ji, come la città in generale, subì molta violenza e distruzione.

## Punti di interesse

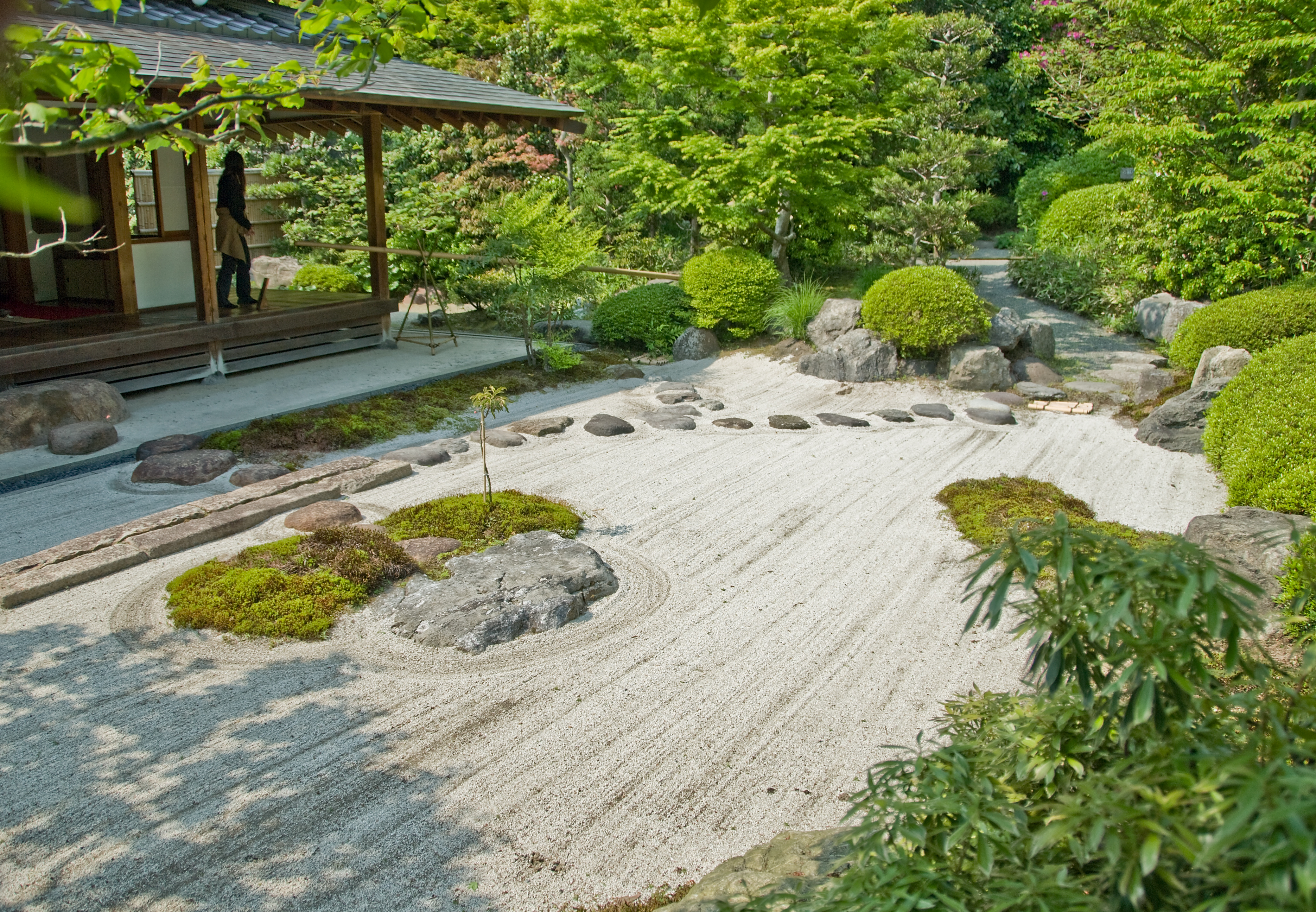
Il Kisen: una casa da tè con il giardino Zen

Per il ruolo che ha avuto nella storia della zona, il Jōmyō-ji è stato dichiarato Sito Storico Nazionale.
Dopo l’ingresso principale (sanmon) nel mezzo del grande giardino del tempio si trova la Sala Principale (l'Hon-dō, vedi foto sopra). La sua struttura non è tuttavia quella di un tipico Butsuden Zen, ma piuttosto quello di un 8×6 ken (間?) hōjō (capi sacerdote che vivono nel tempio) con pavimenti sopraelevati. Distrutto da un incendio nel 1748, fu ricostruito nel 1754 utilizzando in parte il legno originale del periodo Muromachi recuperato dal vecchio edificio. L'oggetto principale di culto è una figura seduta di Shaka Nyorai scolpita in legno durante il periodo Nanboku-chō. Il tempio possiede anche una figura seduta del sacerdote fondatore Taikō Gyōyū (l'unica importante proprietà culturale del tempio), una statua della dea Shō-Kannon, un altro di Fujiwara no Kamatari (un antenato del clan Fujiwara), e uno di Kōjin, il dio della cucina e del cucinare. Si dice che l'hōkyōintō nel cimitero dietro l'Hon-dō sia la tomba di Ashikaga Sadauji, ma l'attribuzione è stata messa in dubbio dagli studiosi a causa della data che porta, sessant'anni dopo la data di morte. Il tempio comprende una casa da tè recentemente restaurata Kisen-an (喜泉庵?) dove i monaci si incontravano per prendere il tè, ma che ora è aperto al pubblico. Di fronte alla casa da tè si trova un karesansui, o giardino roccioso Zen. Sul posto c'è anche un ristorante e un panificio di proprietà e gestito dal tempio stesso. Vicino al tempio si possono trovare le rovine del Daikyū-ji (大休寺?), il tempio della famiglia di Ashikaga Tadayoshi (egli veniva spesso chiamato Daikyū-dono (大休殿?)) dove fu sepolto dopo la sua morte.

### Le origini del nome Kamakura

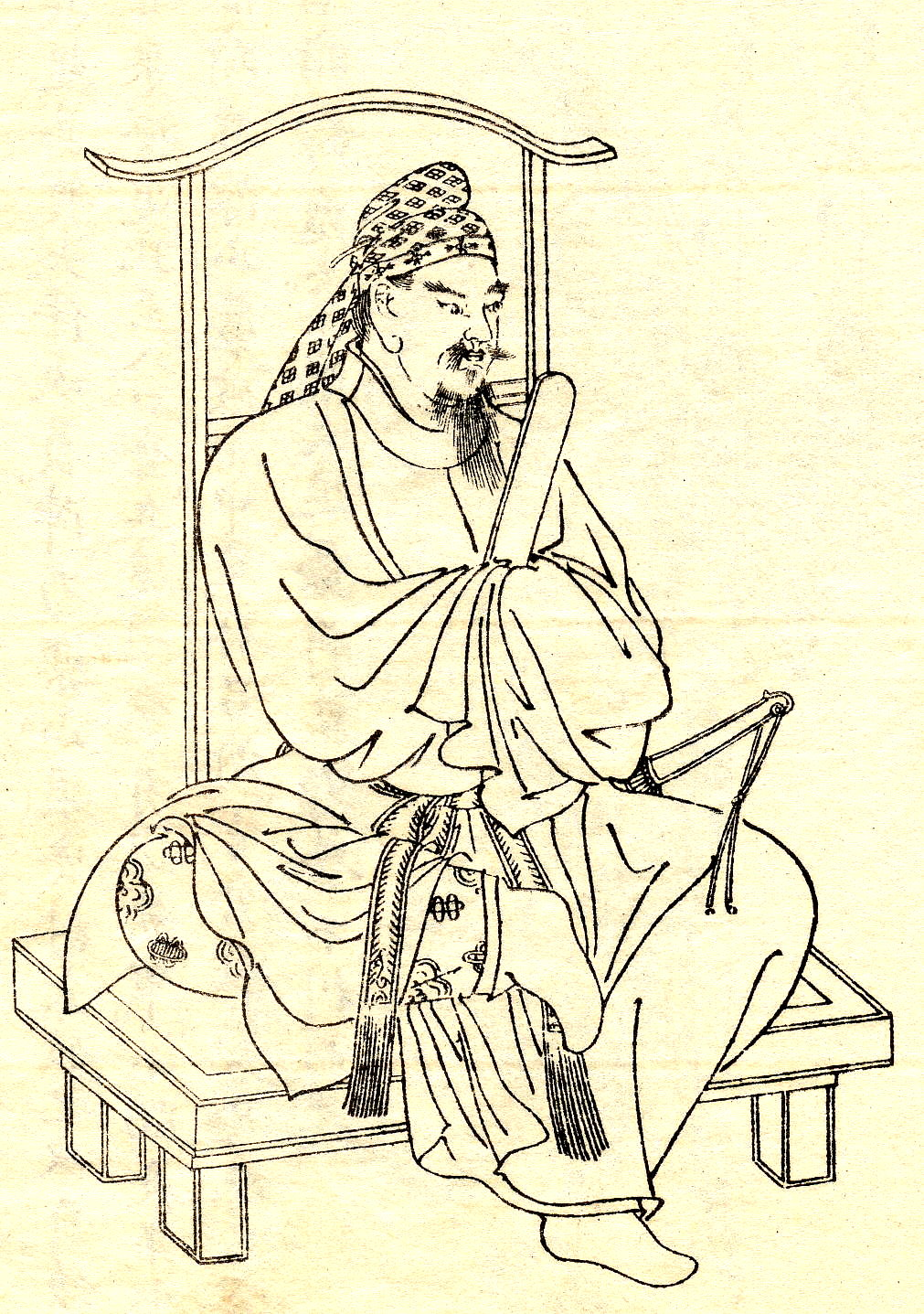
Fujiwara no Kamatari

Sulla collina dietro il tempio si trova un piccolo santuario chiamato Santuario Inari Kamatari (鎌足稲荷神社?, Kamatari Inari Jinja) che, nonostante la sua apparente insignificanza, ha una certa importanza storica sia per la sua età (risale al VII secolo) che per il suo ruolo in una leggenda legata al nome di Kamakura.
La placca accanto al santuario spiega che il Kami Inari diede al giovane Fujiwara no Kamatari un falcetto che lo avrebbe magicamente protetto finché fosse stato in suo possesso. Nel 645, sconfitto Soga no Iruka, Kamatari arrivò nel Kantō e lì sognò Inari, che gli disse:
Kamatari seppellì la falce e sul posto fu eretto il santuario che porta il suo nome. Secondo la stessa leggenda, il nome Kamakura significa "il luogo in cui Kamatari ha seppellito la sua falce".